# Acid vanilmandelic
Acidul vanilmandelic (sau vanililmandelic) este un compus organic utilizat în sinteza vanilinei și este produsul final al metabolismului catecolaminelor (dopamină, adrenalină și noradrenalină). Se elimină prin urină din organism.

## Obținere
Acid vanilmandelic este sintetizat în urma reacției de condensare dintre guaiacol și acid glioxilic, în soluție apoasă și în prezență de hidroxid de sodiu.